# 劉麗娜
劉麗娜（1979年2月20日—），中國女子馬術運動員，出生地為新疆，是俄羅斯族人。

## 生平
劉麗娜於1994年加入新疆馬術隊，並於3年後的八運會中奪得馬術盛裝舞步團體小項的金牌。翌年又在全國錦標賽中取得團體冠軍和個人小項的亞軍。而在1999年，她於全國錦標賽中獲得團體和個人小項的亞軍；2000年，她只在該賽事中為新疆取得一面銀牌。
2001年的九運會，劉麗娜在廣州主辦的九運會中為新疆增添一面銀牌，當時她參加的是馬術盛裝舞步團體小項。2003年，劉麗娜晉身國家隊，並到丹麥哥本哈根參與訓練，成為中國馬術隊中第一位出洋受訓的運動員。
2005年，劉麗娜返國，並參與全國錦標賽，取得團體小項的亞軍，而在隨後舉行的全國冠軍賽中，她贏得個人小項的錦標。同年10月，她在十運會中，她先後從團體小項及個人小項中取得一銀一銅。
次年，劉麗娜在全國錦標賽中第二次贏得團體小項的冠軍。之後，她到德國接受三年的訓練。2008年3月7日，她在西班牙大獎賽中取得67分，達到參與奧運馬術賽事的標準，是首位參與奧運馬術賽事的中國運動員，也是中國於夏季奧運中，第一次能夠參與所有項目。